# Imanol García de Albéniz
Imanol García de Albéniz Crecente (Gallarta, Vizcaya, 8 de junio de 2000), conocido como Imanol, es un futbolista español que juega como lateral izquierdo en el F. C. Andorra de la Segunda División de España, cedido por el Sparta de Praga.

## Trayectoria
Imanol llegó a las categorías inferiores del Athletic Club en categoría alevín, con diez años, procedente del C. D. Gallarta.  En verano de 2018 pasó al segundo filial rojiblanco, el C. D. Basconia, en Tercera División. Una vez finalizada su etapa como juvenil, se incorporó al Bilbao Athletic para la temporada 2019-20. Permaneció dos temporadas en el filial rojiblanco, bajo las órdenes de Joseba Etxeberria, en las que disputó cuarenta y siete partidos y disputó dos play-offs de ascenso a Segunda División. En ese periodo, en marzo de 2021, renovó su contrato por cuatro temporadas más.
El 1 de julio de 2021 fue cedido por una temporada al C. D. Mirandés de la Segunda División. El 23 de agosto marcó su primer gol con el club rojillo gracias a un lanzamiento de falta frente a la S. D. Amorebieta. Fue titular durante toda la temporada, en la que disputó 34 encuentros, marcó dos tantos y dio cinco asistencias.
El 14 de julio de 2022 fue nuevamente cedido, en esta ocasión, a la S. D. Eibar. El 18 de febrero sufrió una grave lesión en el tendón de Aquiles de su pierna derecha, que le apartó varios meses de los terrenos de juego.
El 12 de agosto de 2023 debutó en Primera División, en San Mamés, ante el Real Madrid (0-2). Tras ser titular en las siguientes dos jornadas, perdió su sitio en el equipo y no tuvo mucha continuidad, por lo que estuvo cerca de salir cedido. Finalmente, decidió quedarse y formó parte del equipo que se proclamó campeón de Copa, frente al R. C. D. Mallorca, el 6 de abril de 2024.
El 16 de julio de 2024 se marchó traspasado al AC Sparta de Praga de la Chance Liga. El 23 de julio debutó en la fase previa de la Liga de Campeones en un triunfo frente al Shamrock Rovers (0-2). El 10 de agosto, en su tercer encuentro, cayó lesionado de los ligamentos de la rodilla derecha frente al Bohemians 1905 que le apartó más de seis meses de los terrenos de juego.
El 19 de julio de 2025 fue cedido por el conjunto checo al F. C. Andorra.

## Estadísticas

### Clubes
Actualizado al último partido disputado el 25 de mayo de 2024.
| Club                           | Div.          | Temporada     | Liga  | Liga  | Copas nacionales | Copas nacionales | Copas internacionales | Copas internacionales | Total | Total |
| Club                           | Div.          | Temporada     | Part. | Goles | Part.            | Goles            | Part.                 | Goles                 | Part. | Goles |
| ------------------------------ | ------------- | ------------- | ----- | ----- | ---------------- | ---------------- | --------------------- | --------------------- | ----- | ----- |
| C. D. Basconia · España        | 3.ª           | 2018-19       | 12    | 1     | ―                | ―                | ―                     | ―                     | 12    | 1     |
| C. D. Basconia · España        | Total club    | Total club    | 12    | 1     | 0                | 0                | 0                     | 0                     | 12    | 1     |
| Bilbao Athletic · España       | 2.ª B         | 2019-20       | 21    | 1     | ―                | ―                | ―                     | ―                     | 21    | 1     |
| Bilbao Athletic · España       | 2.ª B         | 2020-21       | 26    | 1     | ―                | ―                | ―                     | ―                     | 26    | 1     |
| Bilbao Athletic · España       | Total club    | Total club    | 47    | 2     | 0                | 0                | 0                     | 0                     | 47    | 2     |
| C. D. Mirandés · España        | 2.ª           | 2021-22       | 34    | 2     | 0                | 0                | ―                     | ―                     | 34    | 2     |
| C. D. Mirandés · España        | Total club    | Total club    | 34    | 2     | 0                | 0                | 0                     | 0                     | 34    | 2     |
| S. D. Eibar · España           | 2.ª           | 2022-23       | 27    | 0     | 1                | 0                | ―                     | ―                     | 28    | 0     |
| S. D. Eibar · España           | Total club    | Total club    | 27    | 0     | 1                | 0                | 0                     | 0                     | 28    | 0     |
| Athletic Club · España         | 1.ª           | 2023-24       | 9     | 0     | 1                | 0                | —                     | —                     | 10    | 0     |
| Athletic Club · España         | Total club    | Total club    | 9     | 0     | 1                | 0                | 0                     | 0                     | 10    | 0     |
| Sparta Praga · República Checa | 1.ª           | 2024-25       | 1     | 0     | 0                | 0                | 2                     | 0                     | 3     | 0     |
| Sparta Praga · República Checa | Total club    | Total club    | 1     | 0     | 0                | 0                | 2                     | 0                     | 3     | 0     |
| F. C. Andorra · Andorra        | 2.ª           | 2025-26       | 0     | 0     | 0                | 0                | —                     | —                     | 0     | 0     |
| F. C. Andorra · Andorra        | Total club    | Total club    | 0     | 0     | 0                | 0                | 0                     | 0                     | 0     | 0     |
| Total carrera                  | Total carrera | Total carrera | 130   | 5     | 2                | 0                | 2                     | 0                     | 133   | 5     |

## Palmarés

### Campeonatos nacionales
| Título       | Equipo        | País   | Año  |
| ------------ | ------------- | ------ | ---- |
| Copa del Rey | Athletic Club | España | 2024 |